# Идовка
Идовка — река в России, протекает в Республике Мордовия и Рязанской области. Правый приток реки Цны. Длина реки составляет 24 км. Площадь водосборного бассейна — 124 км². Уклон реки — 3,4 м/км.

## География
Река Идовка берёт начало у границы Мордовии и Рязанской области к западу от населённого пункта Свеженькая. Высота истока — 172 м над уровнем моря. Течёт на запад через лиственные леса. Притоки: Идовка, Ряньзя (правые) и Васька (левый). Устье реки находится у населённого пункта Ваша в 62 км по правому берегу реки Цны. Высота устья — 90,7 м над уровнем моря.
Система водного объекта: Цна → Мокша → Ока → Волга → Каспийское море.

## Данные водного реестра
По данным государственного водного реестра России относится к Окскому бассейновому округу, водохозяйственный участок реки — Цна от города Тамбов и до устья, речной подбассейн реки — Мокша. Речной бассейн реки — Ока.
Код объекта в государственном водном реестре — 09010200312110000029997.